# Жинота
Жинота (груз. ჟინოთა) — село в Грузии, на территории Мартвильского муниципалитета края (мхаре) Самегрело-Верхняя Сванетия.

## География
Село находится в западной части Грузии, на правом берегу реки Техури, на расстоянии приблизительно 7 километров (по прямой) к северо-западу от города Мартвили, административного центра муниципалитета. Абсолютная высота — 265 метров над уровнем моря.

## Население
По результатам официальной переписи населения 2014 года в Жиноте проживало 9 человек (4 мужчины и 5 женщин). В национальной структуре населения грузины составляли 100 %.
| Год  | Население, человек |
| ---- | ------------------ |
| 2002 | 1033               |
| 2014 | ↘ 9                |